# جوزپه گوئرینی
جوزپه گوئرینی (ایتالیایی: Giuseppe Guerini؛ زادهٔ ۱۴ فوریهٔ ۱۹۷۰) دوچرخه‌سوار اهل ایتالیا است. وی در مسابقات تور دو فرانس و جیرو دیتالیا شرکت کرده‌است.